# Phil Bredesen
Philip Norman Bredesen Jr (Oceanport, 21 novembre 1943) è un politico statunitense, governatore del Tennessee dal 2003 al 2011.